# Emeterio González Silva
Emeterio González Silva (n. San Juan y Martínez, Pinar del Río; 11 de abril de 1973) es un atleta (retirado) de Cuba.

## Premios
| Year              | Competition                                                | Venue                             | Position          | Event             | Notes             |
| Representing Cuba | Representing Cuba                                          | Representing Cuba                 | Representing Cuba | Representing Cuba | Representing Cuba |
| ----------------- | ---------------------------------------------------------- | --------------------------------- | ----------------- | ----------------- | ----------------- |
| 1990              | Central American and Caribbean Junior Championships (U-20) | Havana, Cuba                      | 1st               | Javelin           | 62.42 m           |
| 1992              | World Junior Championships                                 | Seoul, Korea                      | 6th               | Javelin           | 70.60 m           |
| 1993              | Central American and Caribbean Championships               | Cali, Colombia                    | 3rd               | Javelin           | 71.18 m           |
| 1993              | Central American and Caribbean Games                       | Ponce, Puerto Rico                | 3rd               | Javelin           | 71.24 m           |
| 1995              | Pan American Games                                         | Mar del Plata, Argentina          | 1st               | Javelin           | 79.28 m           |
| 1995              | World Championships                                        | Gothenburg, Sweden                | 17th              | Javelin           | 76.54 m           |
| 1996              | Olympic Games                                              | Atlanta, Georgia, USA             | 18th              | Javelin           | 77.94 m           |
| 1997              | World Championships                                        | Athens, Greece                    | 7th               | Javelin           | 83.56 m           |
| 1997              | Universiade                                                | Catania, Italy                    | 2nd               | Javelin           | 83.48 m           |
| 1998              | Central American and Caribbean Games                       | Maracaibo, Venezuela              | 1st               | Javelin           | 80.92 m           |
| 1998              | World Cup                                                  | Johannesburg, South Africa        | 5th               | Javelin           | 80.72 m           |
| 1999              | Universiade                                                | Palma de Mallorca, Spain          | 4th               | Javelin           | 80.73 m           |
| 1999              | Pan American Games                                         | Winnipeg, Canadá                  | 1st               | Javelin           | 77.46 m           |
| 1999              | World Championships                                        | Seville, Spain                    | 7th               | Javelin           | 84.32 m = NR      |
| 2000              | Ibero-American Championships                               | Río de Janeiro, Brasil            | 1st               | Javelin           | 80.02 m           |
| 2000              | Olympic Games                                              | Sídney, Australia                 | 8th               | Javelin           | 83.33 m           |
| 2001              | World Championships                                        | Edmonton, Canadá                  | 18th              | Javelin           | 79.71 m           |
| 2002              | World Cup                                                  | Madrid, Spain                     | 3rd               | Javelin           | 79.77 m           |
| 2003              | Pan American Games                                         | Santo Domingo, Dominican Republic | 1st               | Javelin           | 81.72 m           |
| 2003              | World Championships                                        | Paris, France                     | 16th              | Javelin           | 76.18 m           |
| 2004              | Ibero-American Championships                               | Huelva, Spain                     | 2nd               | Javelin           | 76.34 m           |
| 2005              | Central American and Caribbean Championships               | Nassau, Bahamas                   | 1st               | Javelin           | 76.44 m           |

## Mejores marcas por año
- 1992 - 73.56
- 1995 - 82.64
- 1996 - 77.94
- 1997 - 83.56
- 1998 - 84.20
- 1999 - 84.32
- 2000 - 87.12
- 2001 - 82.77
- 2002 - 82.63
- 2003 - 81.72
- 2004 - 80.70
- 2005 - 80.50
- 2006 - 79.94
- 2007 - 70.61